# Sermermiut
Sermermiut je zaniklá osada v kraji Avannaata v Grónsku. Nachází se asi 2 km od Ilulissatu u zálivu Disko. Název osady znamená „ústa ledovce“.[zdroj⁠?!]
Byly tu nalezeny pozůstatky po všech pravěkých grónských kulturách. Sermermiut byl obydlen Dorsetskou kulturou (mezi 7. a 3. stoletím př. n. l.), prošla tudy však i Saqqacká kultura a Thulští lidé. Není známo, kdy byla založena, ale je známo, že zanikla v roce 1850, když se poslední potvrzený obyvatel přestěhoval do Ilulissatu. Pozůstatky osady již nejsou vidět.[zdroj⁠?!]